# Schillergräser
Schillergräser (Koeleria) sind eine Pflanzengattung innerhalb der Familie der Süßgräser (Poaceae). Die bis zu 45 Arten sind in hauptsächlich den gemäßigten Gebieten fast weltweit verbreitet.

## Beschreibung

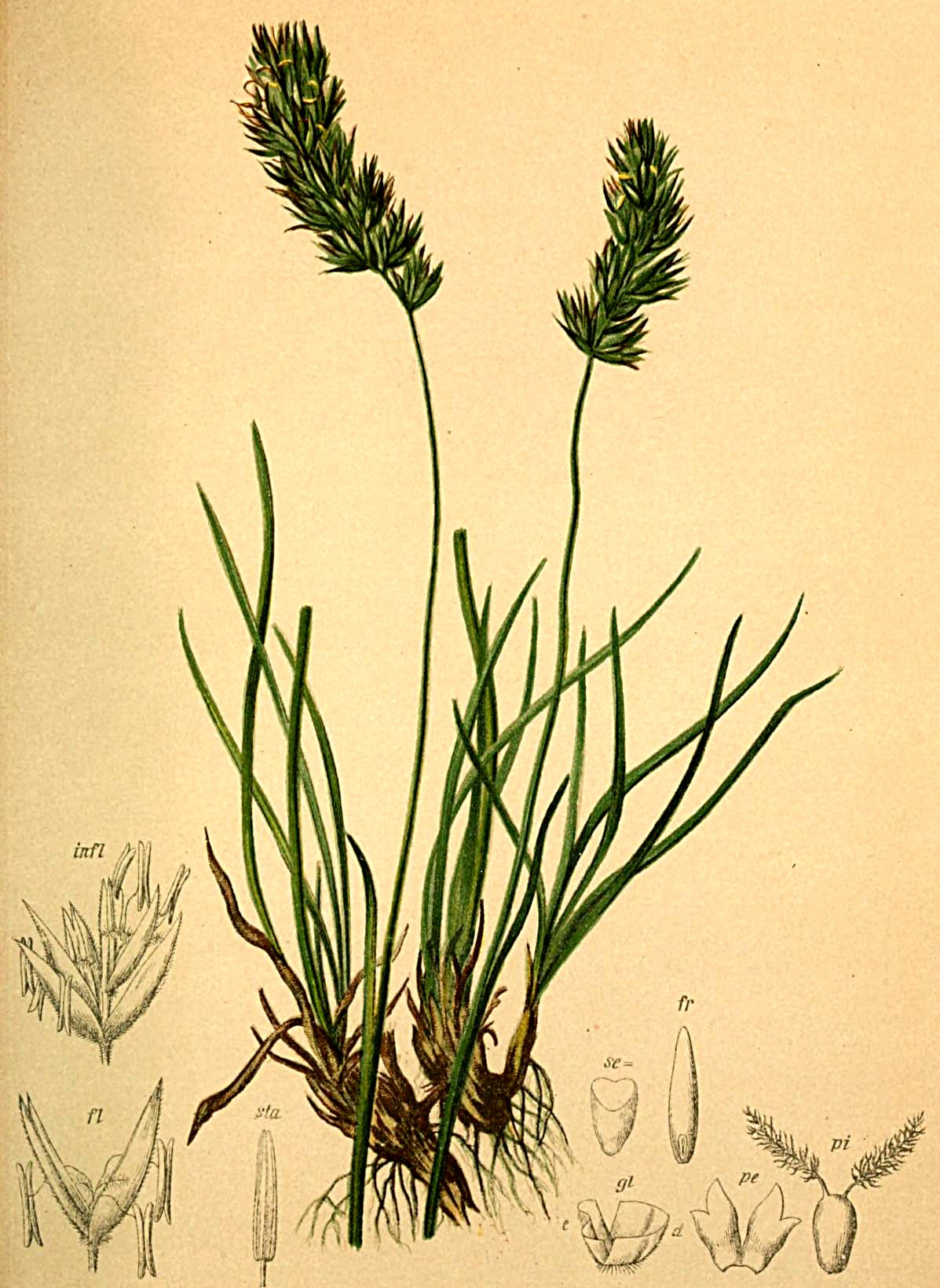
Illustration des Behaarten Schillergrases (Koeleria hirsuta) aus Atlas der Alpenflora

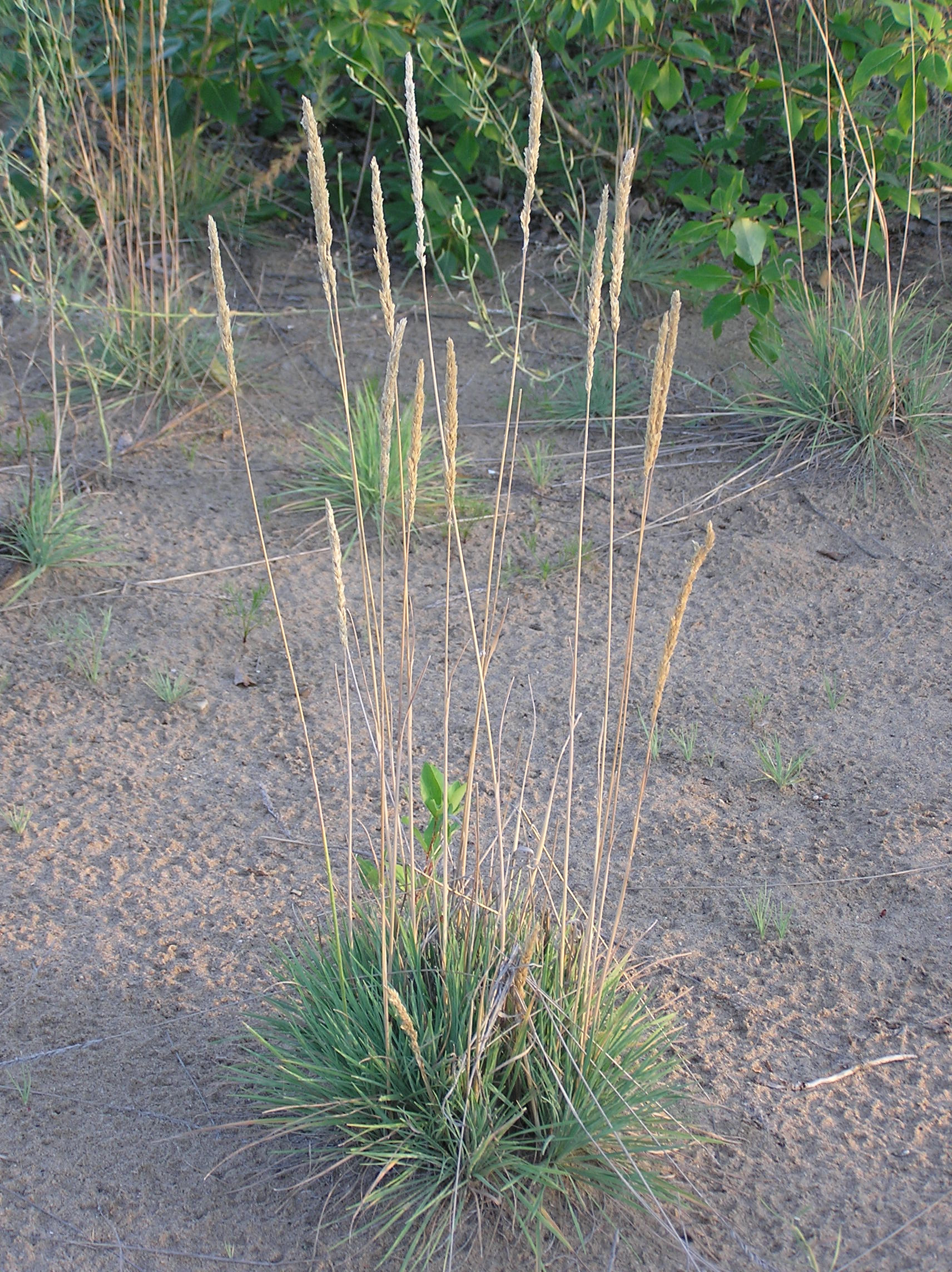
Blaugrünes Schillergras (Koeleria glauca)

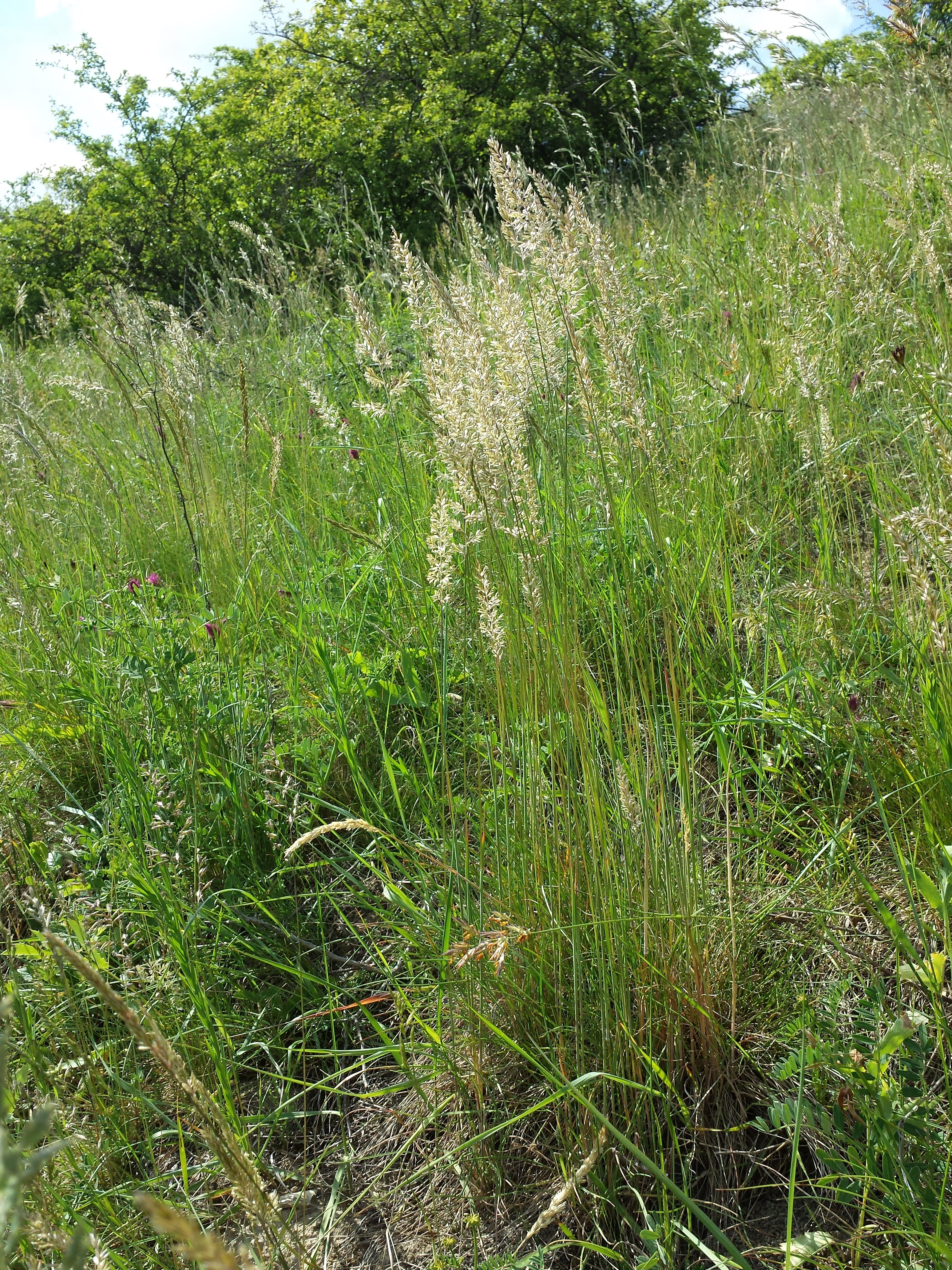
Zierliches Schillergras (Koeleria macrantha)

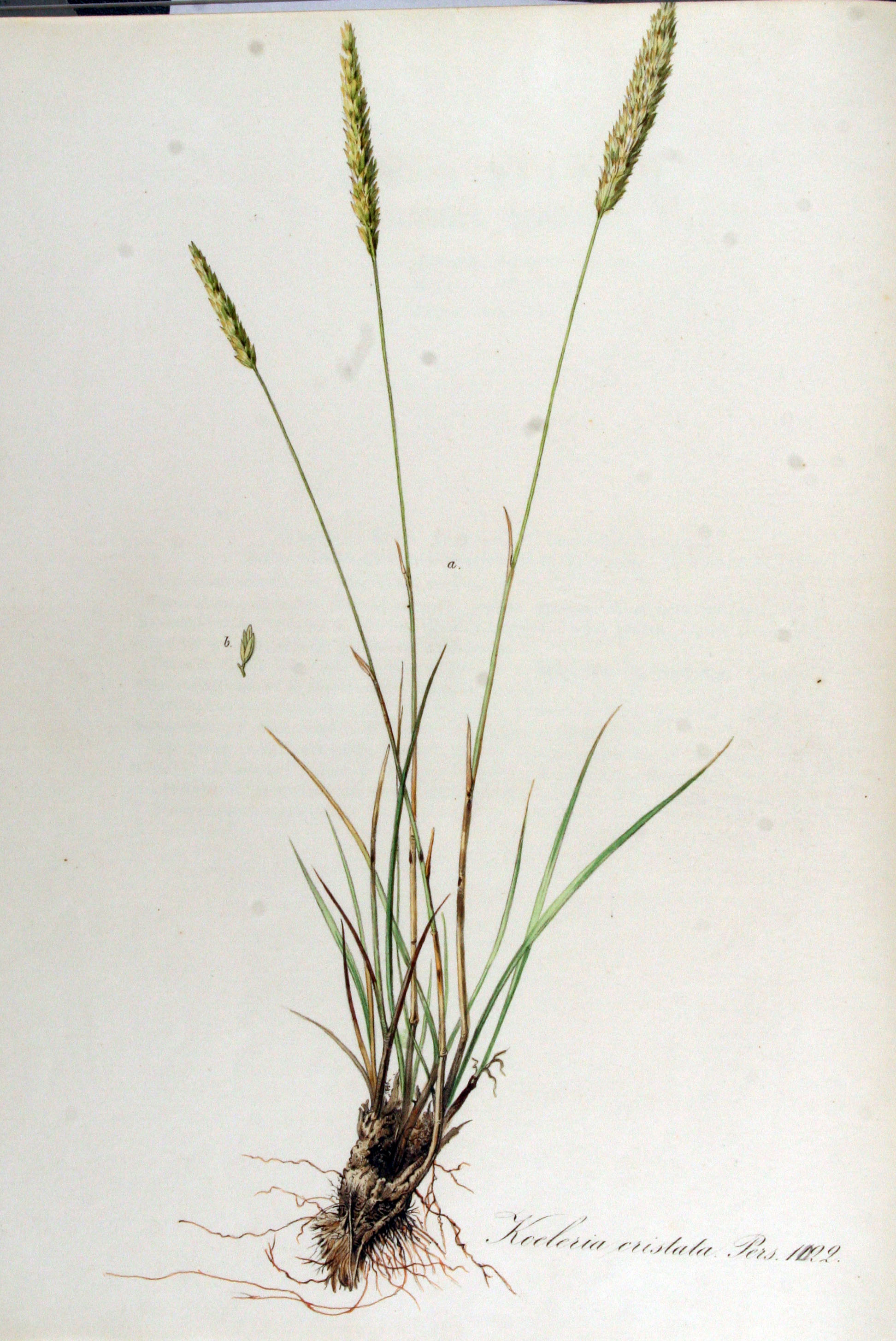
Illustration von Koeleria pyramidata subsp. schroeteriana aus Flora Batava, Band 13

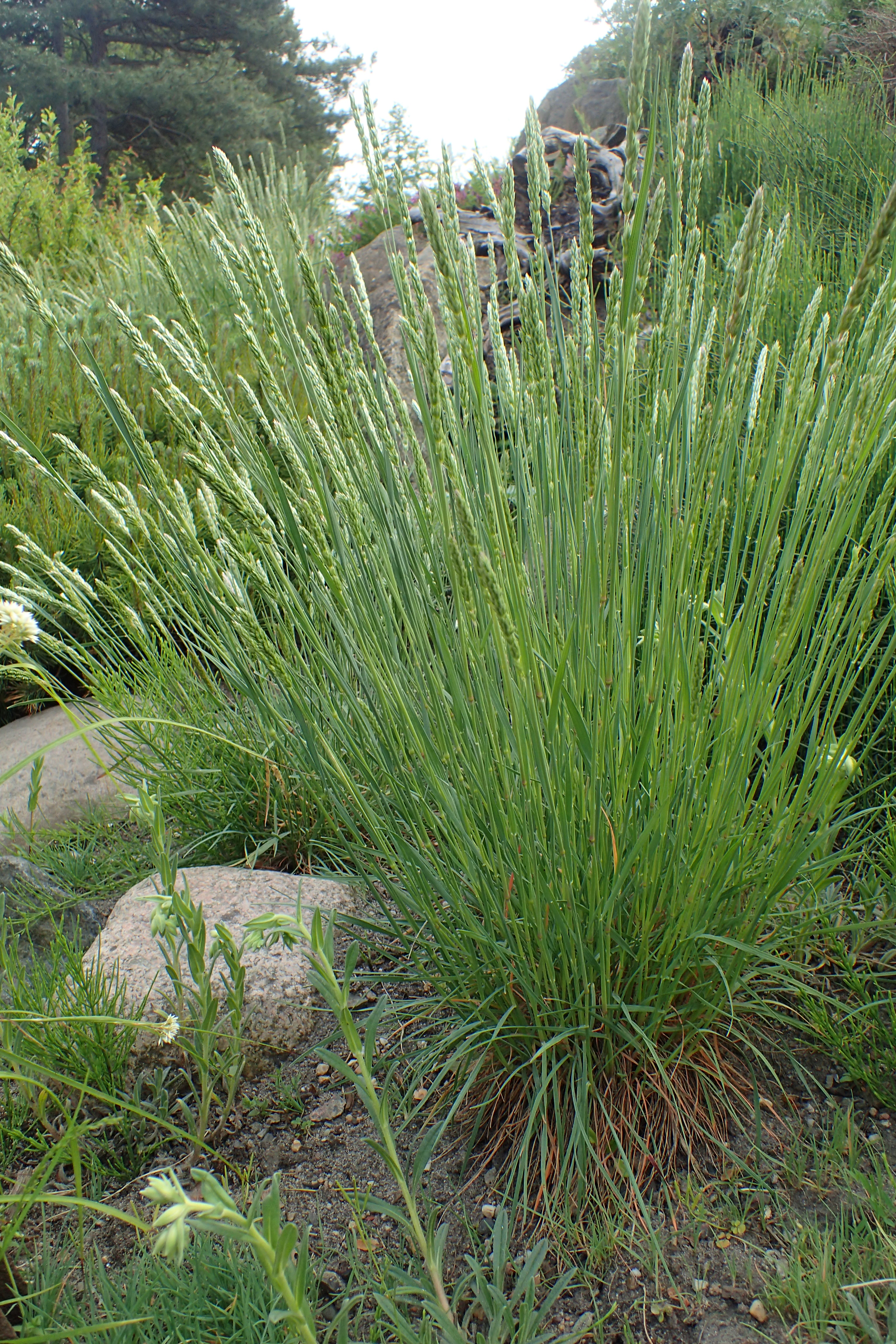
Walliser Schillergras (Koeleria vallesiana)

### Vegetative Merkmale
Koeleria-Arten sind ein- bis ausdauernde krautige Pflanzen. Sie zeichnen sich überwiegend durch eine samtige Behaarung (Trichome) aus. Die Halme sind aufrecht, kahl oder vor allem unter der Rispe behaart. Die einfachen Laubblätter sind flach.

### Generative Merkmale
Die mehr oder weniger dichten, rispigen Blütenstände sind bei Längen von 1 bis 20 Zentimetern walzen- bis pyramidenförmig und manchmal im unteren Teil etwas unterbrochen. Die Ährchen enthalten zwei bis 5 Blüten. Allen Blüte sind zwittrig. Die Hüllspelzen sind ungleich, die untere ist ein- bis dreinervig und etwa zwei Drittel so lang wie die obere; die obere ist zwei- oder drei-, selten bis zu fünfnervig und meist so lang wie das Ährchen. Die Deckspelzen sind drei- bis zu fünfnervig, gekielt, mit häutigen Rändern und haben eine 1 bis 3 Millimeter lange Grannenspitze. Die Vorspelzen sind zweinervig und etwas kürzer als die Deckspelzen. Der Fruchtknoten ist kahl. Die zwei Narben sind dicht gefiedert und treten seitlich aus dem Blütchen heraus.

## Systematik und Verbreitung
Die Gattung Koeleria wurde 1805 durch Christian Hendrik Persoon in Synopsis Plantarum Band 1, Seite 97 aufgestellt. Der Gattungsname Koeleria ehrt den deutschen Botaniker Georg Ludwig Koeler (1765–1807). Synonyme für Koeleria Pers. sind: Achaeta E.Fourn., Airochloa Link, Brachystylus Dulac, Collinaria Ehrh., Leptophyllochloa Calderón ex Nicora.
Die Gattung Koeleria gehört zur Tribus der Poeae in der Unterfamilie Pooideae innerhalb der Familie Poaceae.
Das weite Verbreitungsgebiet reicht von Europa über Nordwest- bis Südafrika und von Südwestasien über Sibirien bis Zentral- sowie Ostasien und die Neue Welt.
Die Gattung Koeleria umfasst 35 bis 45 Arten:
- Koeleria altaica (Domin) Krylov: Sie ist von Sibirien bis Kasachstan und China verbreitet.[2]
- Koeleria argentea Griseb. (Syn.: Koeleria litvinowii Domin): Zentralasien bis Afghanistan und China.[2]
- Koeleria asiatica Domin: Sie ist in der Holarktis von Osteuropa bis zu Russlands Fernem Osten sowie Tibet und im subarktischen Nordamerika weitverbreitet.[2]
- Koeleria askoldensis Roshev.: Sie kommt in Russlands Fernem Osten vor.[2]
- Koeleria besseri Ujhelyi: Sie kommt im östlichen Mitteleuropa und Osteuropa vor.[2]
- Koeleria biebersteinii M.G.Kalen.: Dieser Endemit kommt nur auf der Krim vor.[2]
- Koeleria boliviensis (Domin) A.M.Molina: Sie kommt nur in Bolivien vor.[2]
- Glänzendes Schillergras[4] (Koeleria brevis Steven, Syn.: Koeleria lobata (M.Bieb.) Roem. & Schult., Koeleria splendens C.Presl): Es kommt von der Ukraine bis zur Türkei und zum Kaukasusraum vor.[2]
- Koeleria calderonii A.Molina: Sie kommt nur im nordwestlichen Argentinien vor.[2]
- Koeleria capensis Nees: Sie kommt in Kamerun und von Äthiopien bis zum südlichen Afrika und auf der südwestlichen Arabischen Halbinsel vor.[2]
- Koeleria carolii Emb.: Sie kommt nur in Marokko vor.[2]
- Koeleria caudata (Link) Steud.: Sie ist im westlichen Mittelmeerraum verbreitet.[2]
- Mont-Cenis-Schillergras[4] (Koeleria cenisia) Reut. ex E.Rev.: Es kommt in den Westalpen in Frankreich, Italien und der Schweiz vor.[2]
- Koeleria cheesemanii (Hack.) Petrie: Sie kommt in Neuseeland vor.[2]
- Koeleria crassipes Lange: Sie kommt auf der Iberischen Halbinsel vor.[2]
- Koeleria delavignei Czern. ex Domin: Sie kommt von Osteuropa bis Sibirien vor.[2]
- Koeleria embergeri Quézel: Sie kommt nur in Marokko vor.[2]
- Wolliges Schillergras[4] (Koeleria eriostachya) Pancic[2]: Es kommt in den Ostalpen (in Italien, Schweiz, Österreich), Balkanhalbinsel, in den Karpaten, Türkei, im Kaukasusraum und im westlichen Iran vor.
- Koeleria fueguina Calderon ex Nicora: Sie kommt vom zentralen bis südlichen Chile und im südlichen Argentinien vor.[2]
- Blaugrünes Schillergras[4] (Koeleria glauca (Spreng.) DC.): Es ist von Europa über Zentralasien bis zur Mongolei verbreitet.[2]
- Koeleria gubanovii Tzvelev: Sie wurde 2011 aus dem Amurgebiet erstbeschrieben.[2]
- Behaartes Schillergras oder Raues Schillergras (Koeleria hirsuta (DC.) Gaudin, Syn.: Koeleria wilczekiana Domin)[4]: Es kommt in den Alpen in Italien, in der Schweiz und Österreich vor.[2]
- Koeleria ×hungarica Domin = Koeleria glauca × Koeleria macrantha: Europa.[2]
- Koeleria inaequaliglumis A.Molina: Sie kommt im nordwestlichen Argentinien vor.[2]
- Koeleria insubrica Brullo, Giusso & Miniss.: Sie wurde 2009 erstbeschrieben. Sie kommt von Italien bis Kroatien vor.[2]
- Koeleria karavajevii Govor.: Sie kommt im östlichen Sibirien vor.[2]
- Koeleria kurtzii Hack. ex Kurtz:  Sie kommt von Peru bis zum südlichen Südamerika vor.[2]
- Koeleria lucana Brullo, Giusso & Miniss.: Sie wurde 2009 aus dem südlichen Italien erstbeschrieben.[2]
- Koeleria luerssenii (Domin) Domin: Sie kommt im Kaukasus vor.[2]
- Zierliches Schillergras[4] (Koeleria macrantha (Ledeb.) Schult., Syn.: Koeleria cristata subsp. macrantha (Ledeb.) Rothm., Koeleria gracilis Pers., Koeleria cristata subsp. gracilis (Trin.) H.Lindb., Aira cristata L., Aira macrantha Ledeb.)
- Koeleria mendocinensis (Hauman) Calderon ex Nicora:  Sie kommt im westlichen Argentinien vor.[2]
- Koeleria micrathera (Desv.) Griseb.: Sie kommt vom zentralen und südlichen Chile bis zum südlichen Argentinien vor. Früher kam sie auch auf den Juan-Fernández-Inseln vor.[2]
- Koeleria ×mixta Domin = Koeleria macrantha × Koeleria vallesiana: Westeuropa.[2]
- Koeleria nitidula Velen.:  Sie kommt von Südosteuropa bis Afghanistan vor.[2]
- Koeleria novozelandica Domin:  Sie kommt in Neuseeland vor.[2]
- Koeleria permollis Steud.:  Sie kommt in Peru und auf den Falklandinseln vor.[2]
- Koeleria praeandina A.Molina:  Sie kommt im nordwestlichen Argentinien vor.[2]
- Pyramiden-Schillergras (Koeleria pyramidata (Lam.) P.Beauv.): Seit 2013/2014 gibt es drei Unterarten:[2]
  - Sand-Schillergras (Koeleria pyramidata subsp. arenaria (Dumort.) Quintanar & Castrov., Syn.: Koeleria arenaria (Dumort.) Ujhelyi): Es gedeiht an den Küsten von Südengland und Nordwestfrankreich bis zu den Ostfriesischen Inseln.[2]
  - Großes Schillergras (Koeleria pyramidata (Lam.) P.Beauv. subsp. pyramidata, Syn.: Koeleria pyramidata (Lam.) P.Beauv., Koeleria grandis Besser ex Nym., Koeleria heribaudii Ujhelyi): Es ist von Europa bis Sibirien und in Nepal verbreitet.[2]
  - Koeleria pyramidata subsp. schroeteriana (Domin) Quintanar & Castrov. (Syn.: Koeleria eriostachya subsp. schroeteriana Domin, Koeleria schroeteriana (Domin) Ujhelyi, Koeleria cristata var. vestita Gustave & Hérib., Koeleria caudata subvar. pubiflora Domin, Koeleria eriostachya var. pyrenaica Domin, Koeleria schroeteriana var. pyrenaica Domin, Koeleria pyrenaica (Domin) Ujhelyi): Sie kommt von Nordspanien bis zur Westschweiz vor.[2]
- Koeleria rhodopea Ujhelyi: Dieser Endemit kommt nur im südwestlichen Bulgarien vor.[2]
- Koeleria riguorum Edgar & Gibb: Dieser Endemit kommt nur auf der Südinsel von Neuseeland.[2]
- Koeleria rodriguez-graciae Quintanar & Castrov.: Sie wurde 2013/2014 von der nordwestlichen Iberischen Halbinsel erstbeschrieben.[2]
- Koeleria skrjabinii Karav. & Tzvelev: Sie kommt im östlichen Sibirien vor.[2]
- Koeleria splendens C.Presl: Sie kommt im Mittelmeerraum vor.[2]
- Koeleria thonii Domin: Sie kommt in Sibirien vor.[2]
- Koeleria tristis Domin: Dieser Endemit kommt nur in den westlichen Karpaten vor.[2]
- Koeleria tzvelevii N.V.Vlassova: Sie kommt im südöstlichen Sibirien vor.[2]
- Walliser Schillergras[4] (Koeleria vallesiana (Honck.) Gaudin): Es kommt in Spanien, Portugal, Frankreich, Italien, Schweiz, Deutschland, Südwestengland und Nordwestafrika vor.[2]
- Koeleria ventanicola A.Molina: Sie kommt im nordöstlichen Argentinien.[2]
- Koeleria vurilochensis Calderon ex Nicora: Sie kommt im südlichen Argentinien.[2]